# 库夫拉 (特鲁埃尔省)
库夫拉，是西班牙阿拉贡自治区特鲁埃尔省的一个市镇。总面积48平方公里，总人口44人（2001年），人口密度1人/平方公里。